# Park Narodowy Qobustan
Park Narodowy Qobustan (az. Qobustan Milli Parkı) – park narodowy we wschodnim Azerbejdżanie, w pobliżu miejscowości Qobustan. Ochroną objęto tu między innymi skały z prehistorycznymi petroglifami. Teren kulturowy parku został w 2007 roku wpisany na listę światowego dziedzictwa UNESCO. 

## Przypisy

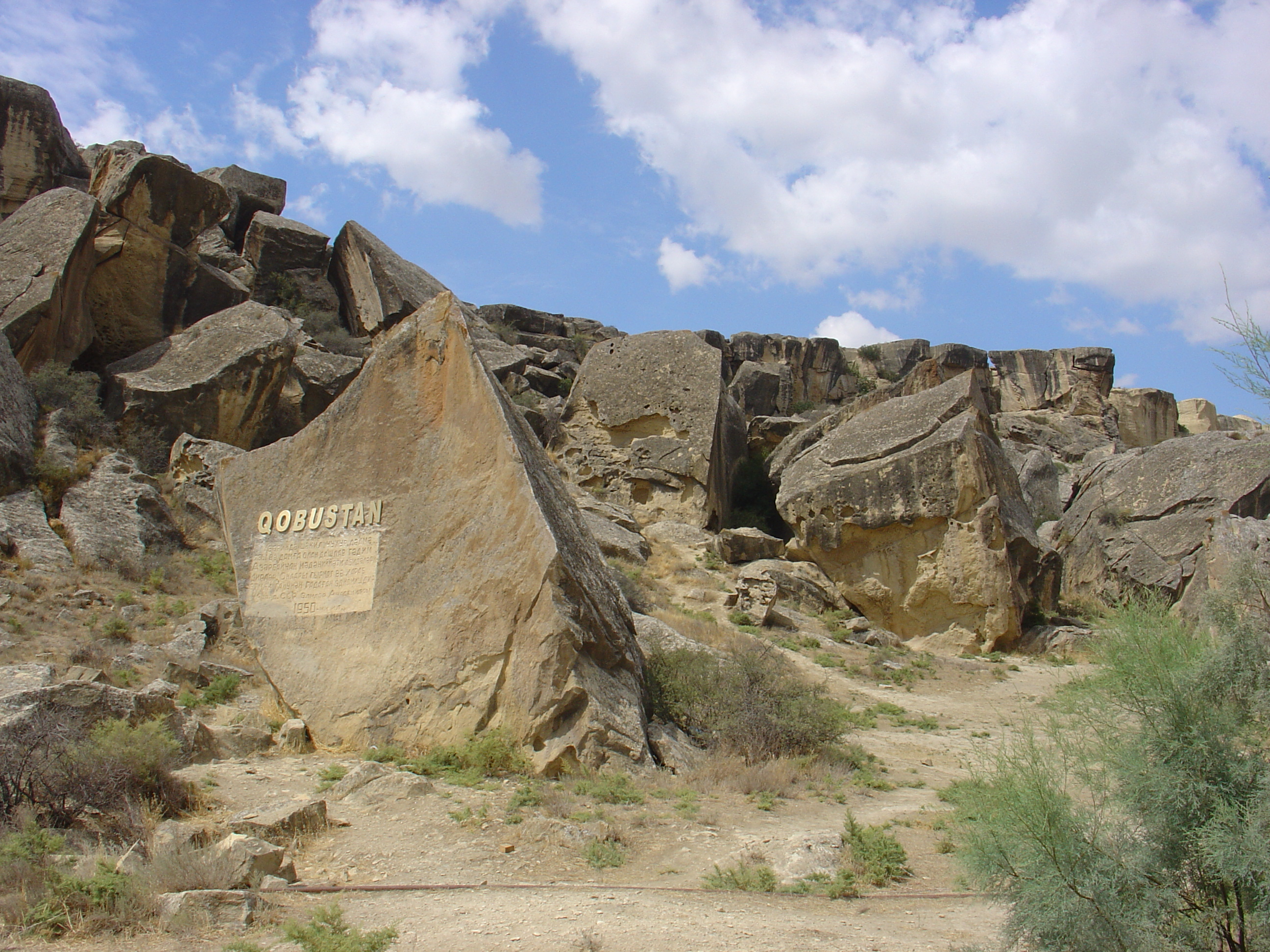
Qobustan
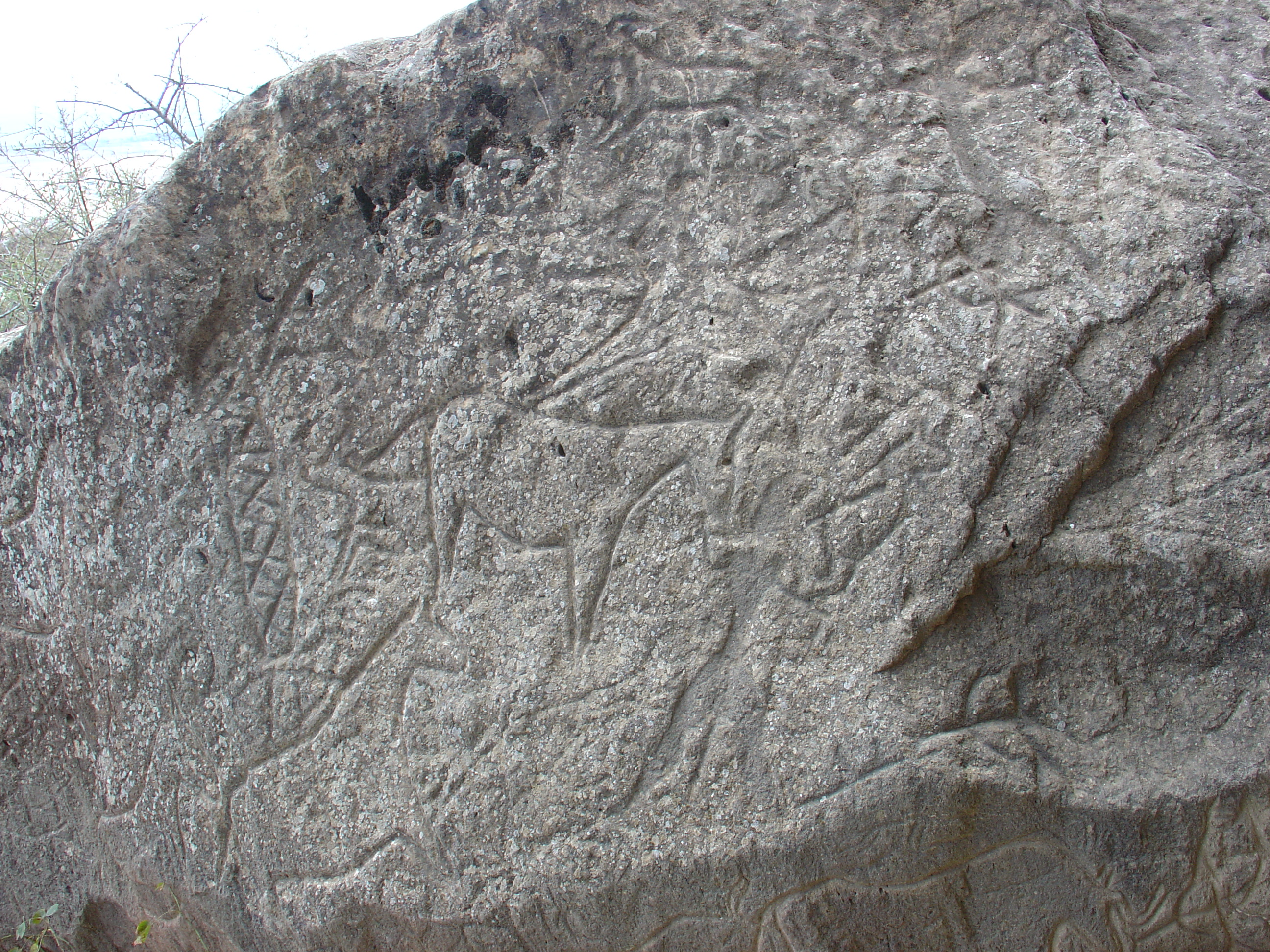
Sztuka naskalna
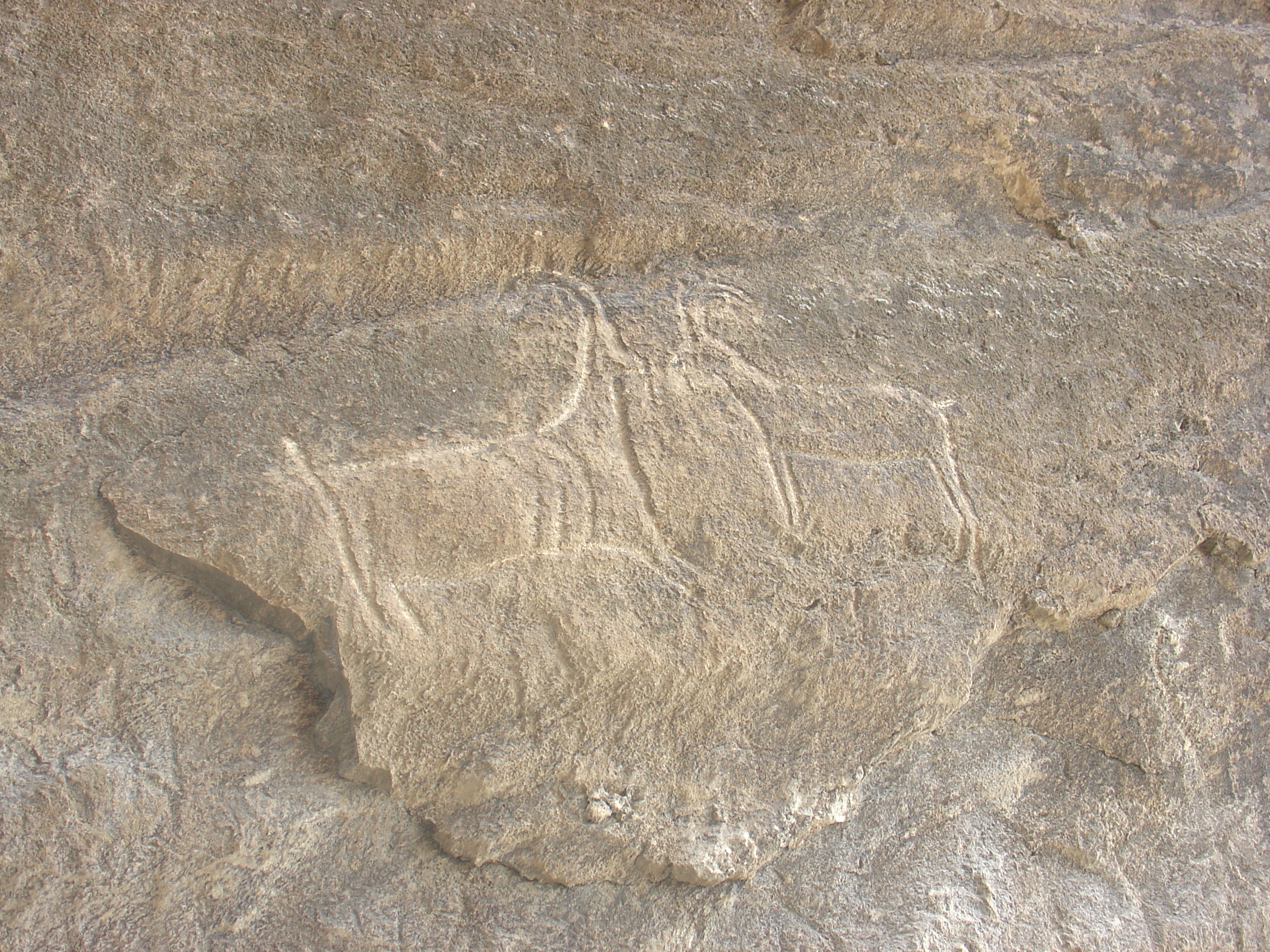
Sztuka naskalna
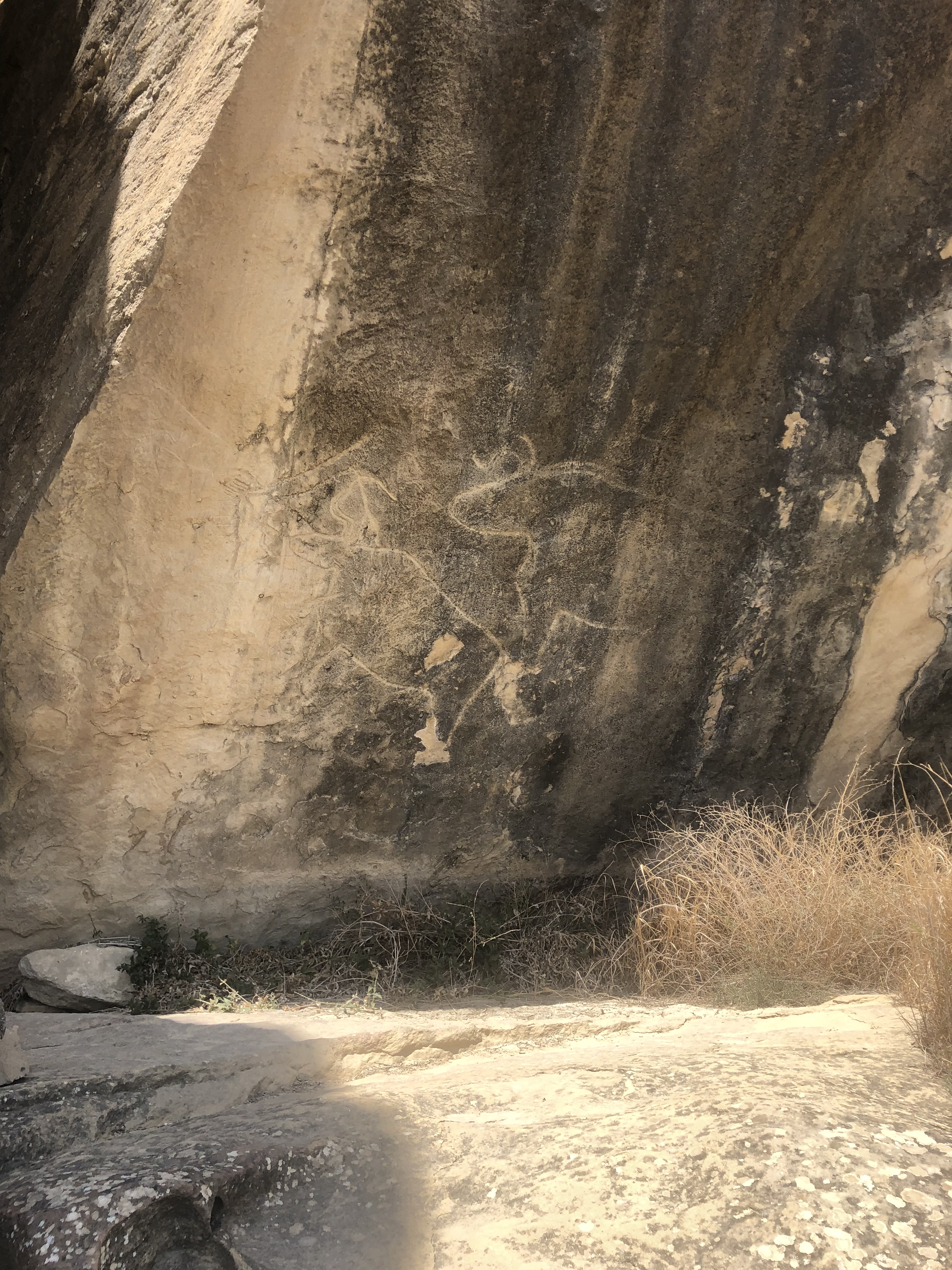
Sztuka naskalna
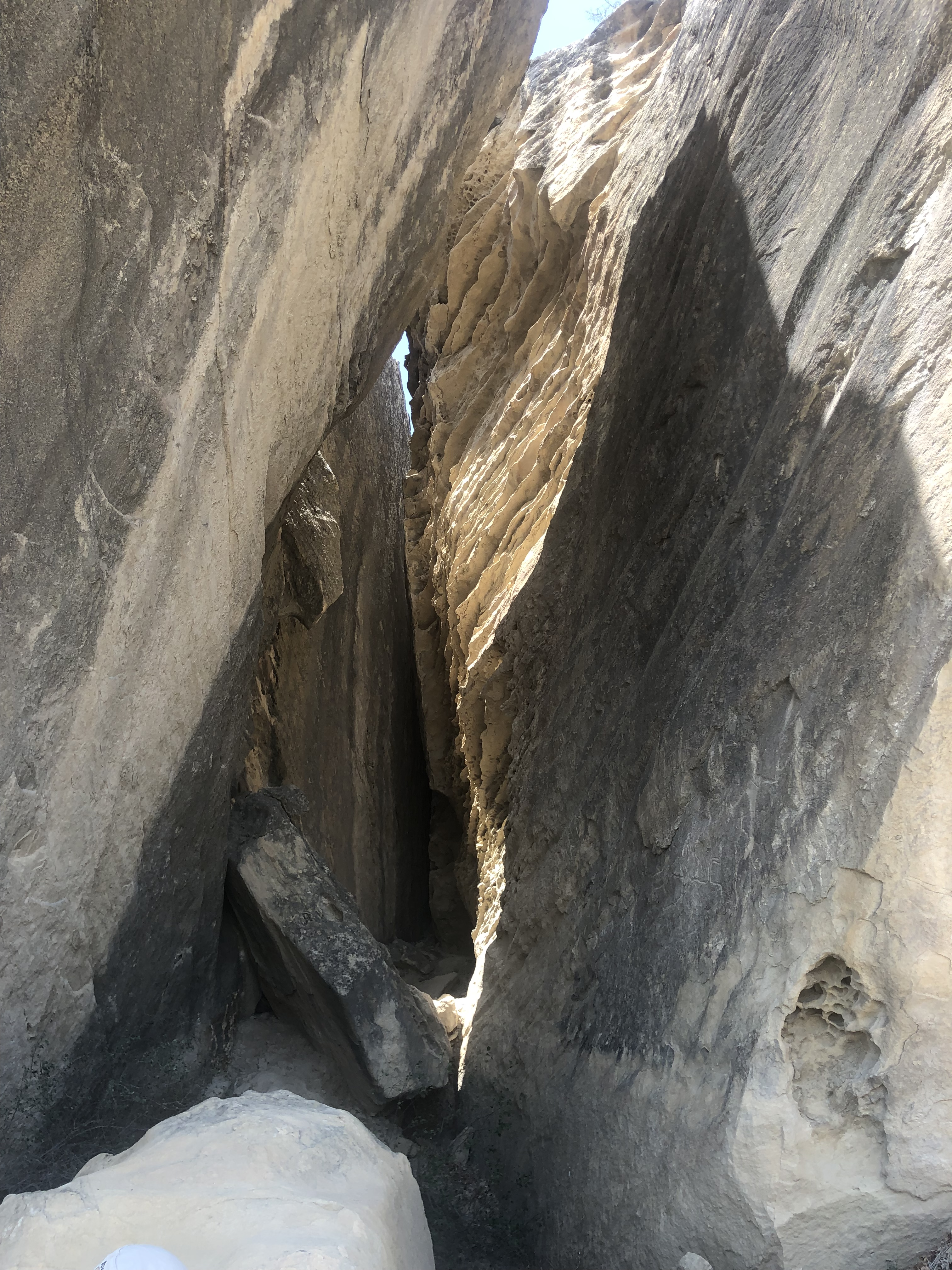
Jaskinia z widocznym po lewej stronie petroglifem myśliwych